# Gerónimo Ovelar
Gerónimo Ovelar Basualdo (Lambaré, 30 settembre 1951) è un ex calciatore paraguaiano, di ruolo difensore.

## Biografia
Anche suo nipote Fernando è un calciatore.

## Carriera

### Club
Giocò nella massima serie paraguaiana con Cerro Porteño e Guarani.

### Nazionale
Con la nazionale paraguaiana vinse la Copa América 1979.

## Palmarès

### Club

#### Competizioni nazionali
- Campionato paraguaiano: 1

Cerro Porteño: 1977